# Ermida

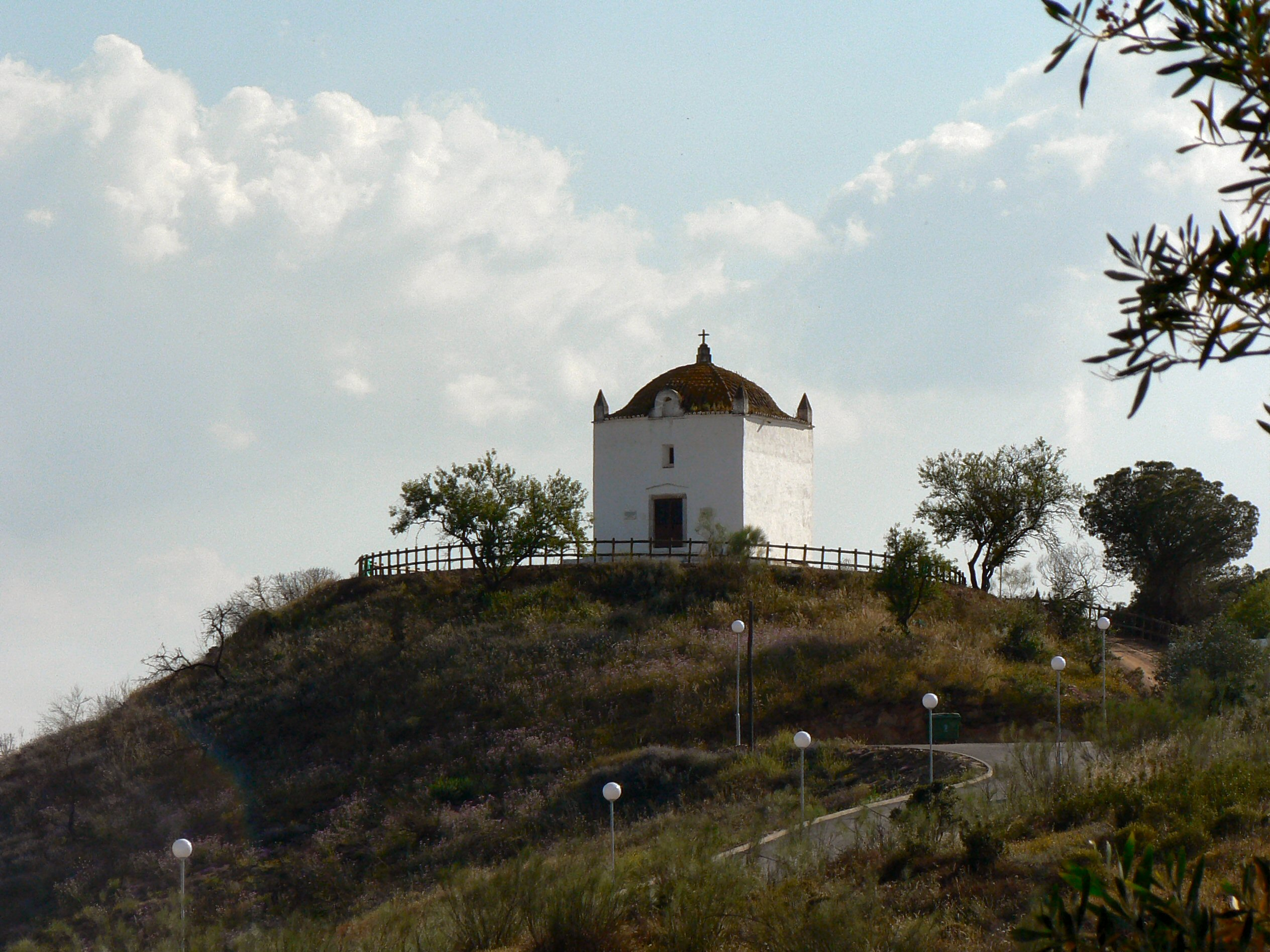
Ermida de Nossa Senhora das Neves, em Mértola. As ermidas são geralmente pequenas capelas situadas em locais ermos.

Ermida é uma igreja ou capela de pequena dimensão, normalmente localizada fora das povoações ou em lugares ermos.